# Zomer Cup 1978
De Zomer Cup (of Intertoto Cup 1978 deel 1, ook Europese Zomercompetitie genoemd) was een ingelaste Europese voetbalcompetitie van de organisatoren van de Intertoto Cup.
De Intertoto Cup was sinds 1967 een mogelijkheid voor ploegen om in de zomer te kunnen blijven voetballen. In 1978 werden er twee edities gespeeld, de Zomer Cup en de reguliere Intertoto Cup 1978, omdat vanwege het wereldkampioenschap voetbal 1978 de competities vroeg waren afgelopen er een wel heel erg lange voetballoze periode voor de clubs was. De Zomer Cup werd in mei gespeeld en de reguliere Intertoto Cup in juni/juli.
Er werden alleen groepswedstrijden georganiseerd en er was geen vervolgtoernooi. MSV Duisburg, Eintracht Braunschweig en First Vienna namen als enige ploegen aan zowel de Zomer Cup als de reguliere Intertoto Cup in 1978 deel.

## Eindstanden

### Groep 1
| plaats | Club            | Doelpunten | Punten |
| ------ | --------------- | ---------- | ------ |
| 1.     | Újpest FC       | 11 : 4     | 8      |
| 2.     | First Vienna FC | 4 : 6      | 3      |
| 3.     | Genoa CFC       | 5 : 10     | 1      |

### Groep 2
| plaats | Club             | Doelpunten | Punten |
| ------ | ---------------- | ---------- | ------ |
| 1.     | MTK Boedapest    | 18 : 7     | 10     |
| 2.     | AS Roma          | 10 : 7     | 7      |
| 3.     | AS Saint-Étienne | 7 : 18     | 4      |
| 4.     | Bayern München   | 7 : 10     | 3      |

### Groep 3
| plaats | Club             | Doelpunten | Punten |
| ------ | ---------------- | ---------- | ------ |
| 1.     | AC Perugia       | 12 : 7     | 10     |
| 2.     | SV Waregem       | 9 : 7      | 8      |
| 3.     | TSV 1860 München | 10 : 11    | 5      |
| 4.     | Olympique Nîmes  | 7 : 13     | 1      |

### Groep 4
| plaats | Club             | Doelpunten | Punten |
| ------ | ---------------- | ---------- | ------ |
| 1.     | Beerschot VAV    | 13 : 9     | 9      |
| 2.     | Lazio Roma       | 13 : 10    | 9      |
| 3.     | Sparta Rotterdam | 13 : 12    | 5      |
| 4.     | FC Nantes        | 7 : 15     | 1      |

### Groep 5
| plaats | Club             | Doelpunten | Punten |
| ------ | ---------------- | ---------- | ------ |
| 1.     | 1.FC Saarbrücken | 13 : 6     | 9      |
| 2.     | FC Volendam      | 9 : 7      | 8      |
| 3.     | Lierse SK        | 9 : 10     | 5      |
| 4.     | RC Strasbourg    | 4 : 12     | 2      |

### Groep 6
| plaats | Club                  | Doelpunten | Punten |
| ------ | --------------------- | ---------- | ------ |
| 1.     | Royal Antwerp FC      | 11 : 7     | 8      |
| 2.     | MSV Duisburg          | 12 : 8     | 6      |
| 3.     | Girondins de Bordeaux | 8 : 8      | 6      |
| 4.     | N.E.C.                | 10 : 18    | 4      |

### Groep 7
| plaats | Club                       | Doelpunten | Punten |
| ------ | -------------------------- | ---------- | ------ |
| 1.     | FC Utrecht                 | 12 : 6     | 9      |
| 2.     | Videoton SC Székesfehérvár | 13 : 8     | 7      |
| 3.     | RAA Louviéroise            | 11 : 13    | 7      |
| 4.     | Stade Lavallois            | 4 : 13     | 1      |

### Groep 8
| plaats | Club          | Doelpunten | Punten |
| ------ | ------------- | ---------- | ------ |
| 1.     | RWD Molenbeek | 13 : 3     | 10     |
| 2.     | Vitesse       | 9 : 14     | 6      |
| 3.     | Hellas Verona | 4 : 4      | 3      |
| 4.     | Troyes AC     | 6 : 11     | 1      |

### Groep 9
| plaats | Club                   | Doelpunten | Punten |
| ------ | ---------------------- | ---------- | ------ |
| 1.     | Honved Budapest        | 11 : 6     | 9      |
| 2.     | Eintracht Braunschweig | 15 : 10    | 7      |
| 3.     | Olympique Marseille    | 7 : 12     | 5      |
| 4.     | FC Den Haag            | 5 : 10     | 3      |

### Groep 10
| plaats | Club                       | Doelpunten | Punten |
| ------ | -------------------------- | ---------- | ------ |
| 1.     | Ferencváros/Vasas Budapest | 15 : 8     | 8      |
| 2.     | US Foggia                  | 9 : 8      | 7      |
| 3.     | VVV-Venlo                  | 8 : 11     | 5      |
| 4.     | Olympique Lyon             | 2 : 7      | 4      |

### Groep 11
| plaats | Club          | Doelpunten | Punten |
| ------ | ------------- | ---------- | ------ |
| 1.     | RC Lens       | 15 : 9     | 8      |
| 2.     | Werder Bremen | 10 : 9     | 6      |
| 3.     | KV Kortrijk   | 10 : 9     | 5      |
| 4.     | Roda JC       | 5 : 10     | 4      |

### Groep 12
| plaats | Club             | Doelpunten | Punten |
| ------ | ---------------- | ---------- | ------ |
| 1.     | VfL Bochum       | 15 : 5     | 10     |
| 2.     | FC Liège         | 8 : 9      | 5      |
| 3.     | Atalanta Bergamo | 7 : 10     | 5      |
| 4.     | FC Metz          | 3 : 9      | 4      |

In groep 1 trok OGC Nice zich terug
In groep 8 werden beide wedstrijden tussen Hellas Verona en Troyes AC niet gespeeld
In groep 10 speelde een combinatieteam van Ferencváros en Vasas Budapest